# Echeveria excelsa
Echeveria excelsa är en fetbladsväxtart som först beskrevs av Friedrich Ludwig Diels, och fick sitt nu gällande namn av Alwin Berger. Echeveria excelsa ingår i släktet Echeveria och familjen fetbladsväxter. Inga underarter finns listade i Catalogue of Life.